# Hanford Site

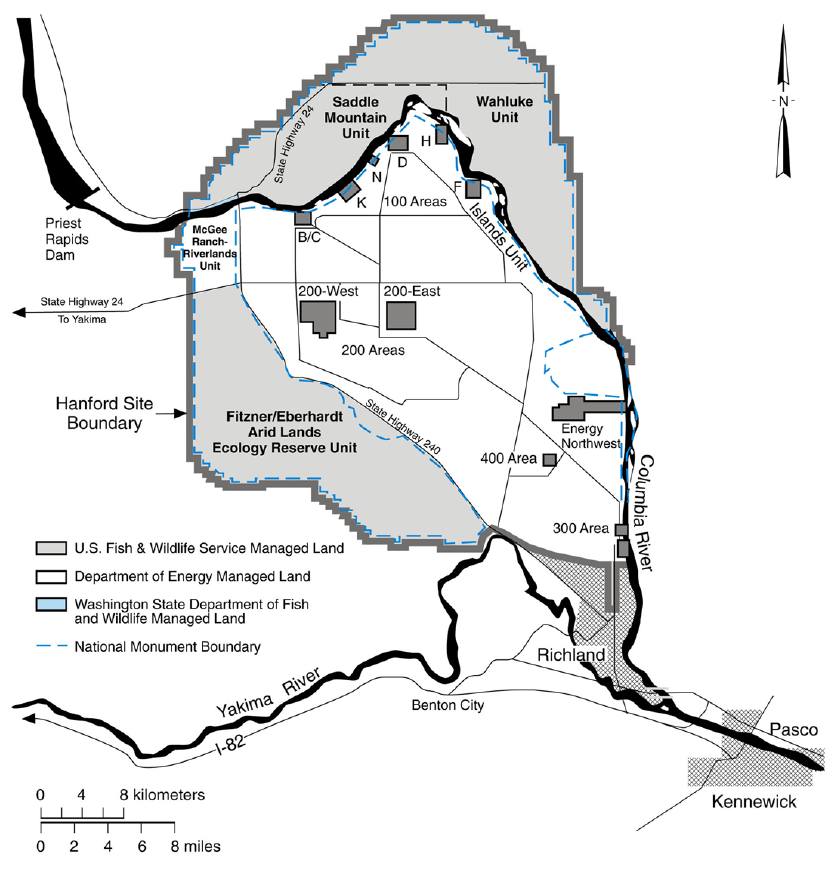
Karte der einzelnen Bereiche auf der Hanford Site

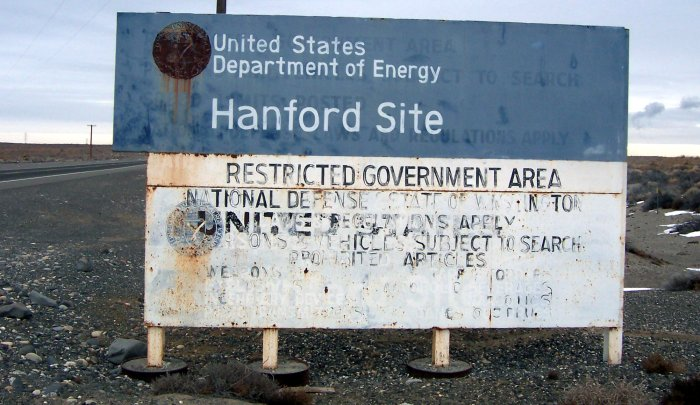
Straßenschild der Hanford Site

Die Hanford Site ist ein US-amerikanischer Nuklearkomplex am Columbia River im Südosten des US-Bundesstaats Washington in der Nähe der Stadt Richland. Das Gelände hat eine Größe von 1517 km², umfasst also die doppelte Fläche von Hamburg. Es liegt größtenteils im Benton County. 1943 begann der Bau der Anlage im Rahmen des Manhattan-Projekts unter strengster Geheimhaltung als Hanford Engineer Works beziehungsweise Site W. Dafür kaufte die Bundesregierung die Städte White Bluffs und Hanford sowie das umgebende Farmland auf. Alle Einwohner wurden umgesiedelt.
Hauptaufgabe der Hanford Site während des Zweiten Weltkrieges und des Kalten Krieges war die Produktion von Plutonium für Kernwaffen. Das in Hanford erzeugte Plutonium wurde benutzt, um die erste Atombombe zu bauen. Diese wurde im Testgebiet Trinity nahe Alamogordo in New Mexico gezündet. Ferner wurde es für die Bombe Fat Man, die auf Nagasaki (Japan) abgeworfen wurde, verwendet. Hanford gilt als der radioaktiv am schwersten kontaminierte Ort in der westlichen Hemisphäre. Insgesamt wurden hier 110.000 Tonnen Nuklearbrennstoff produziert. Nach Vorarbeiten wird seit 2001 in Hanford die größte Dekontaminationsaktion der Welt durchgeführt, um die radioaktiven und giftigen Abfälle, die während der 50 Jahre dauernden Plutoniumproduktion für die amerikanischen Nuklearwaffen entstanden sind, sicher zu entsorgen.
Der größte Teil von Hanford liegt im Benton County, aber etwa 20 Prozent auf der anderen Seite des Columbia River gehören zum Grant County und Franklin County. Dieses Land gehörte zum Sicherheitsgürtel um die Anlage, ist nicht kontaminiert und wurde bereits freigegeben. Es wurde an Privatpersonen und Firmen verkauft; mittlerweile finden sich dort wieder bewässerte Felder und Obstgärten. Im Jahre 2000 wurden weitere Teile des ehemaligen Sicherheitsgürtels als Naturschutzgebiet Hanford Reach National Monument ausgewiesen.
Die Kontamination des Geländes ließ sich noch 2010 in der lokalen Flora und Fauna nachweisen. Pflanzen (z. B. Bodenroller) und Tiere (z. B. Mäuse oder Kaninchen) nehmen das belastete Material auf und verteilen es im Gelände. So muss auch bereits dekontaminiertes Gelände immer wieder auf verdächtige Spuren untersucht werden.

## Geschichte der Nuklearfabrik von Hanford
Im Juli 1942 startete das Uranium Committee des staatlichen Office of Scientific Research and Development (OSRD) ein intensives Forschungsprogramm über Plutonium am University of Chicago Metallurgical Laboratory (MetLab). Zu dieser Zeit war Plutonium noch ein seltenes Element, das erst neun Monate zuvor in einem Labor der University of California erstmals isoliert worden war.

### Auswahl von Hanford
Im Juni 1942 gründete das Army Corps of Engineers den Manhattan Engineer District (MED), besser bekannt als das Manhattan-Projekt, um Plutonium und Uran im industriellen Maßstab für die MetLabs herzustellen. Im November 1942 unterzeichnete DuPont einen Vertrag zum Bau einer solchen Anlage. DuPont empfahl, die Plutoniumproduktion weitab von der Uranproduktion in Oak Ridge National Laboratory, Tennessee anzusiedeln.
Der ideale Ort sollte folgende Voraussetzungen erfüllen:
- ein großes, abseits gelegenes Stück Land
- ein gesicherter Gefahrenbereich von mindestens 19 km × 26 km
- Raum für Labore, mindestens 13 km vom nächsten Reaktor oder der nächsten Anreicherungsanlage entfernt
- keine Städte mit mehr als 1000 Einwohnern im Umkreis von 32 km um den Gefahrenbereich
- keine Hauptverbindungsstraßen, Eisenbahntrassen und Arbeitersiedlungen näher als 16 km am Gefahrenbereich
- saubere und verlässliche Wasserversorgung
- genügend Elektrizität
- fester Untergrund für massive Bauten

Nach intensiver Suche und Vorauswahl hatte General Leslie Groves, der Leiter des Manhattan-Projekts, fünf Standorte zur Auswahl. Er entschied sich im Dezember 1942 für Hanford als „ideal in allen Belangen“ (Matthias 1987) – mit Ausnahme der Dörfer White Bluffs und Hanford. General Groves gründete die Hanford Engineer Works Anfang Februar 1943. Die Bundesregierung enteignete das Land und siedelte die Bevölkerung der beiden Orte um. Auf Grund der Lebensmittelknappheit während des Krieges wurden Gefangene eingesetzt, um die noch von den früheren Bewohnern bestellten Felder und Obstgärten abzuernten.

### Der Baubeginn
Die Arbeiten an den Hanford Engineer Works (HEW) begannen im März 1943. Noch vor dem Ende des Krieges im August 1945 hatte das HEW 554 Gebäude errichtet:
- 3 Reaktoren (100-B, 100-D, und 100-F)
- 3 je 250 Meter lange Plutoniumverarbeitungsanlagen (200-T, 200-B, und 200-U)
- 64 unterirdische Tanks für hochradioaktive Abfälle
- Urananreicherungsanlagen
- 621 km Straße
- 254 km Eisenbahntrasse
- 4 elektrische Verteilerstationen
- dazu noch hunderte Kilometer Zäune

Dafür wurden 600.000 m³ Beton und 40.000 Tonnen Stahl zu einem Preis von insgesamt 230 Millionen US-Dollar verwendet.
In der Stadt Richland entstanden zudem Unterkünfte für Arbeiter.

## Der Reaktorbau

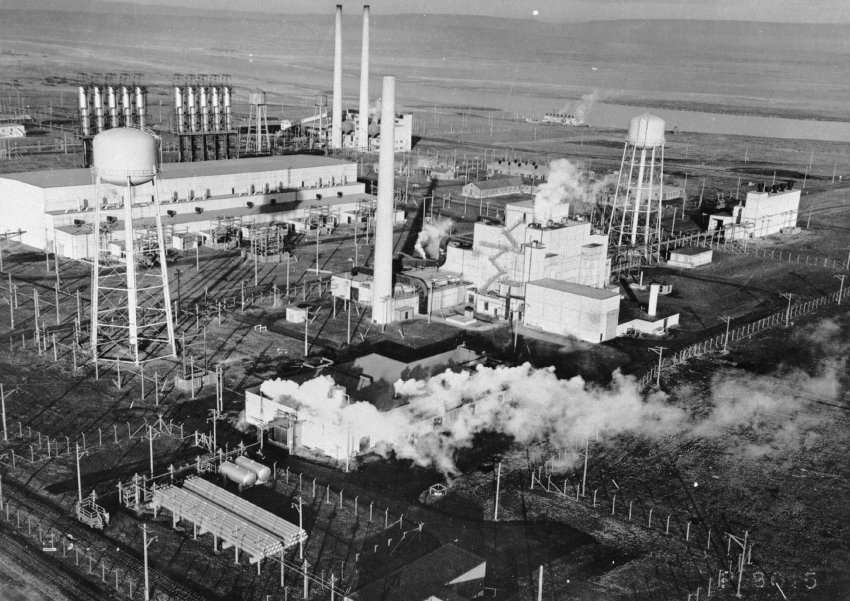
Hanford Site

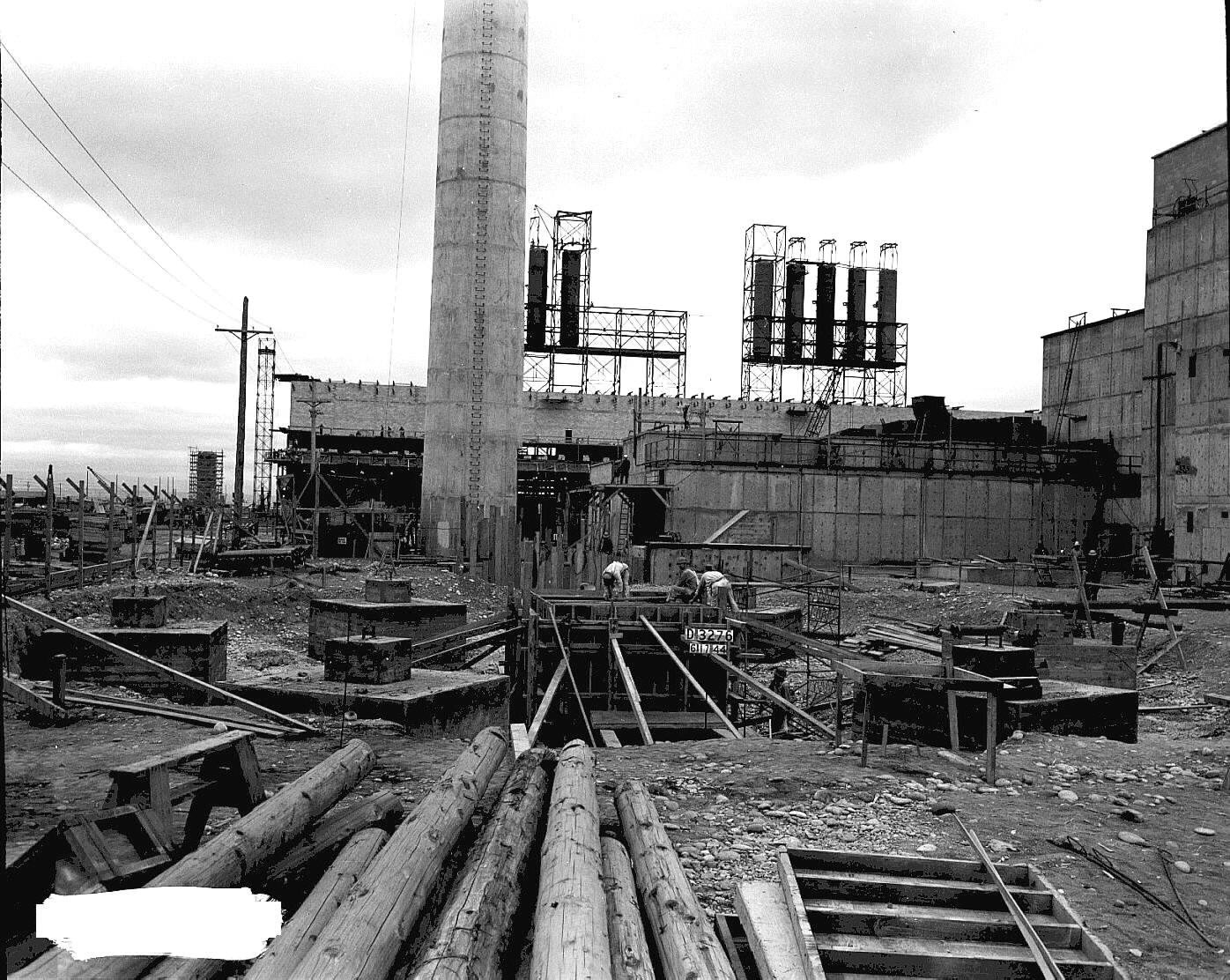
Bau des B-Reaktors

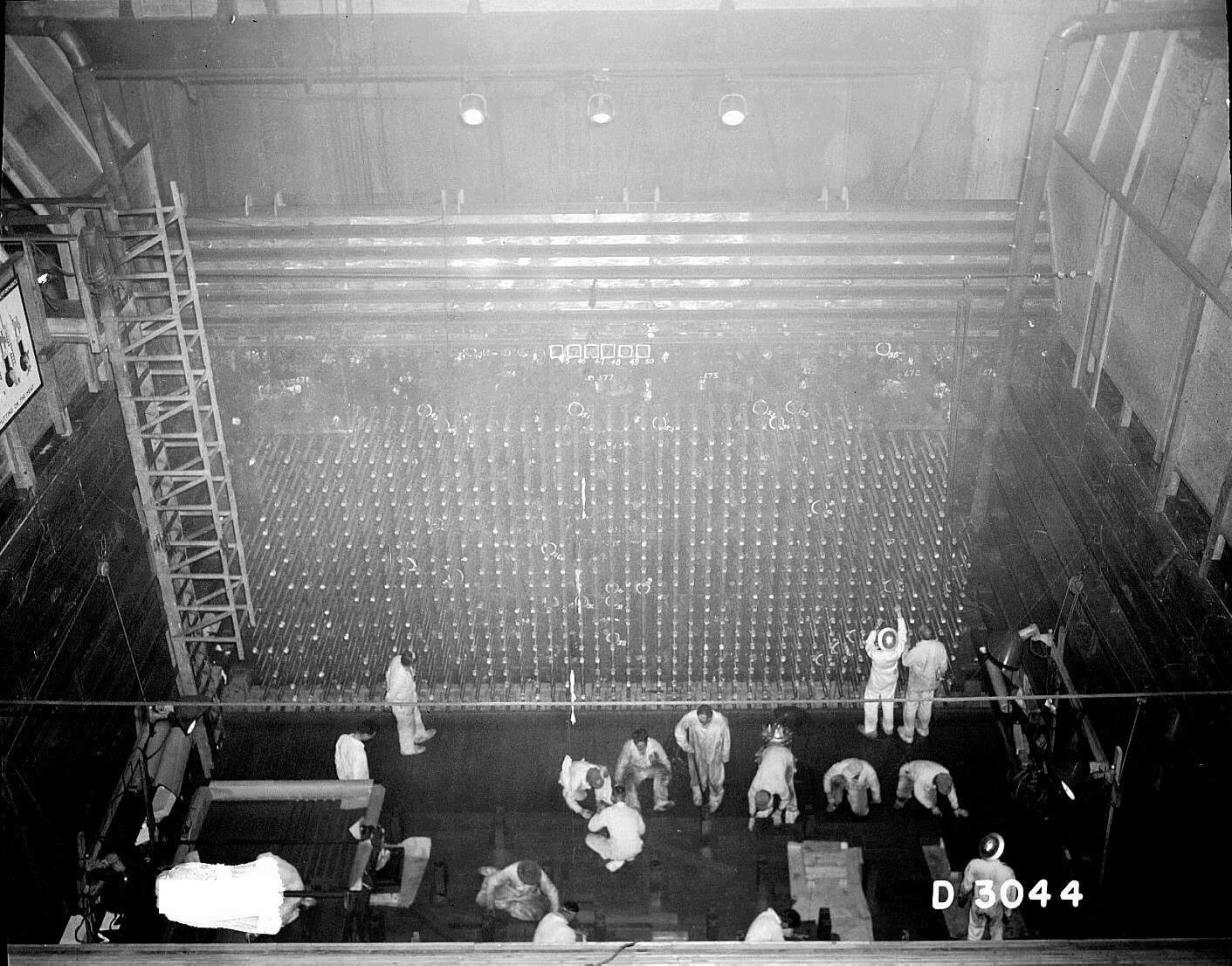
Der B-Reaktor

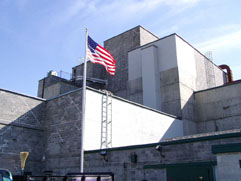
Der B-Reaktor

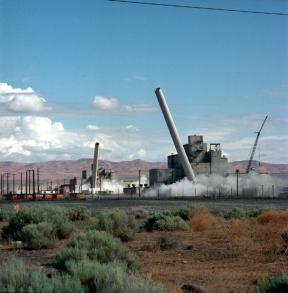
Die Demontage des D-Reaktors

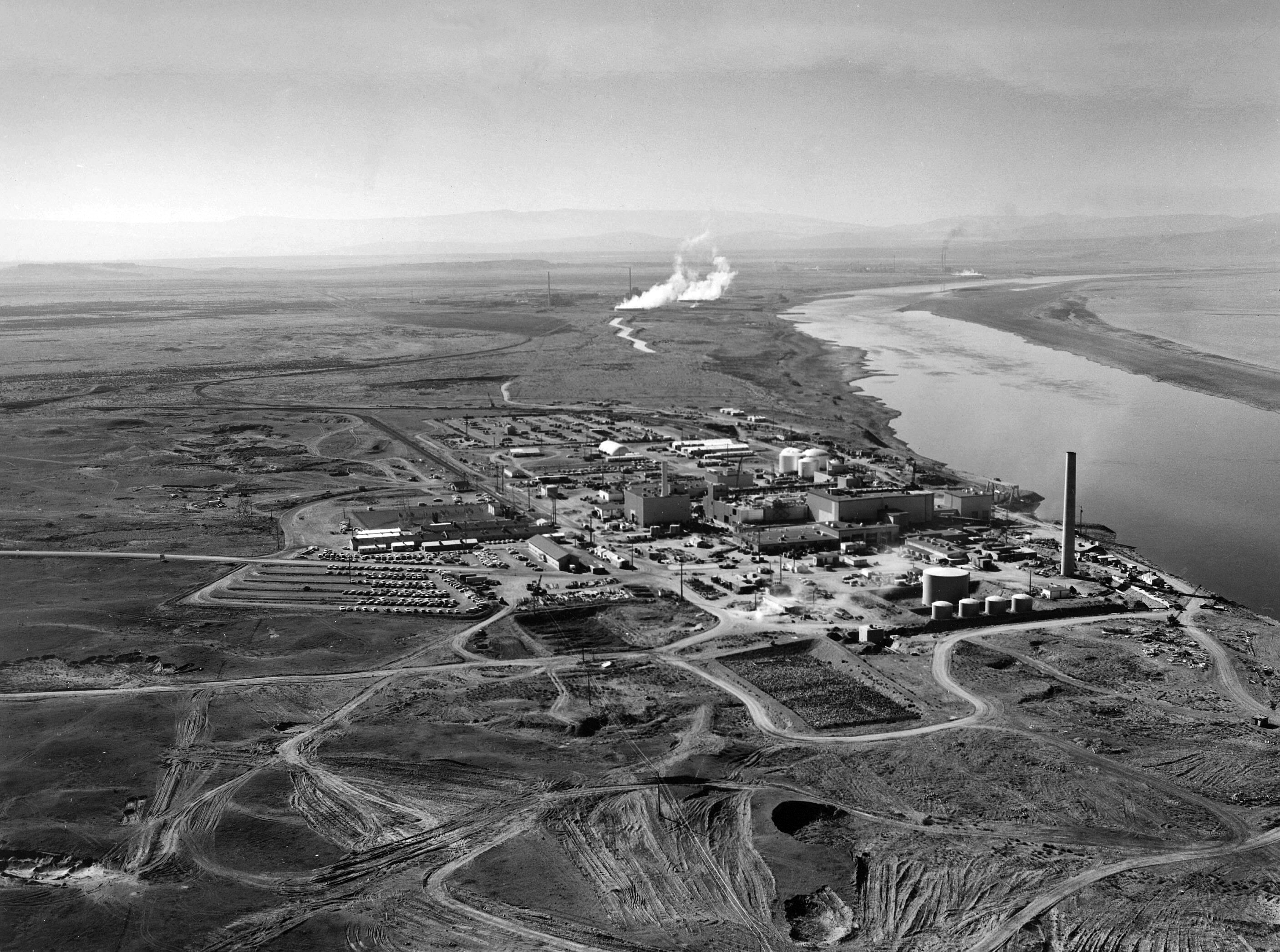
Der N-Reaktor

Im Oktober 1943 begann DuPont mit dem Bau des ersten Reaktors in Hanford mit dem Codenamen B-Pile (Gebäude 100-B). (Kernspaltungsreaktoren wurden damals allgemein als Pile, „Stapel“, bezeichnet.)
Der Bau war binnen eines Jahres fertig. Die ersten Tests begannen am 12. Juli 1944. Am 13. September 1944 wurde der Reaktor erstmals mit slugs beschickt. Dies waren Zylinder von etwa 2,5 cm Durchmesser und 7 cm Länge
aus metallischem Natururan mit einer Aluminiumhülle. Sie wurden hintereinander in Aluminiumröhren platziert, die den Reaktorkern waagerecht durchzogen und von Kühlwasser durchströmt wurden. Als Moderator diente Graphit.
Die Produktion von Plutonium wurde am 26. September 1944 begonnen, und nach einigen Schwierigkeiten wurde am 6. November 1944 das erste Plutonium produziert. Das Plutonium wurde in der Einheit 221-T raffiniert und am 5. Februar 1945 nach Los Alamos gebracht.
Dort wurden daraus die Bombe für den Trinity-Test sowie Fat Man, die Bombe, die auf Nagasaki abgeworfen wurde, hergestellt.
Nach dem Beginn des Baus am ersten Reaktor baute DuPont zwei weitere baugleiche Reaktoren:
- 100-D begann mit der Plutoniumproduktion im Dezember 1944
- 100-F im Februar 1945.

Jeder der drei Reaktoren hatte eine thermische Leistung von 200 Megawatt, die nicht genutzt wurde. Die zivile Stromproduktion durch Kernspaltung wurde weltweit erst in den 1950er Jahren begonnen.

### Produktion von Plutonium
Der Herstellungsprozess von Plutonium beginnt mit der Absorption eines Neutrons durch einen 238U-Kern. Das dadurch entstandene 239U zerfällt mit einer Halbwertszeit von 23,5 Minuten durch einen β−-Zerfall zu 239Np, das mit einer Halbwertszeit von 3384 Minuten (2,35 Tage) durch einen weiteren β−-Zerfall zu 239Pu zerfällt.
Die bestrahlten slugs wurden zunächst in Wasserbecken gelagert und dann per Bahn zu einer der drei 16 km entfernt liegenden Separationsanlagen gebracht. Dort wurde das Plutonium in einem Becken von 260 m Länge, 20 m Breite und 26 m Tiefe vom Uran und den restlichen Aktivierungs- und Spaltprodukten getrennt und über zahlreiche Reinigungsstufen angereichert. Die erste Anlage hieß T-Plant und wurde im Dezember 1944 fertig. Wegen der Strahlung musste der gesamte Prozess ferngesteuert betrieben und überwacht werden. Die Wiederaufbereitung in T-Plant wurde 1956 eingestellt.

### Der Kalte Krieg
Zu Beginn des Kalten Krieges 1949 baute das HEW den H-Reaktor mit 400 MW Leistung. 1950 wurde der 250-MW-DR-(D-Replacement)-Reaktor in Betrieb genommen. Auch neben dem B-Reaktor wurde gebaut: Der C-Reaktor mit 600 MW thermisch wurde 1952 in Betrieb genommen.
Er wurde bald der Hauptforschungsreaktor in Hanford. Der C-Reaktor wurde für Forschung und Entwicklung gebaut. Schon drei Monate nach seinem Start wurde er hauptsächlich zum Test für den Doppel-K-Reaktor (KE und KW, mit jeweils 1800 MW thermischer Leistung) benutzt.
Mit Beginn der 1960er Jahre hatten die fünf Reaktoren aus den 1940er Jahren durch zahlreiche Verbesserungen eine Leistung von
2015 bis 2210 MW, der C-Reaktor von 2500 MW und der K-Reaktor von 2×4400 MW.
Der B-Reaktor arbeitete in den 1960er Jahren an der Produktion von Tritium unter anderem für die Wasserstoffbomben. Am 12. Februar 1968 wurde er außer Dienst gestellt. Seitdem wurde der größte Teil der Anlage demontiert und vergraben. Die anderen Reaktoren wurden stillgelegt, um ihre Radioaktivität abklingen zu lassen. Der Rest des B-Reaktor wurde zu einem Museum.
Die Reaktoren wurden am Ufer des Columbia River erbaut, da sie dessen Wasser zur Kühlung benötigten. Gewaltige Pumpwerke transportierten das Wasser zu den Reaktoren und wieder zurück. Da diese Reaktoren ohne Sekundärkühlkreis arbeiteten, war das die Reaktoren verlassende Kühlwasser stark mit radioaktiven Spaltprodukten belastet. Obwohl man es vor der Einleitung in den Columbia River sechs Stunden in riesigen Becken abklingen ließ, gelangten auf diesem Weg jeden Tag mehrere Terabecquerel langlebiger Nuklide in den Fluss und damit in die Umwelt, was um 1960 zu Protesten durch die Gesundheitsministerien von Oregon und Washington sowie den U.S. Public Health Service führte.
Der N-Reaktor von Hanford wurde am 31. Dezember 1963 kritisch. Seine Hauptaufgabe war die Plutoniumproduktion, er produzierte zusätzlich aber auch Strom und war somit der einzige Reaktor in den USA, der sowohl militärisch als auch zivil genutzt wurde.
| Name | Baubeginn    | Prod.-Start   | Shutdown      |
| ---- | ------------ | ------------- | ------------- |
| B    | 7. Jun. 1943 | 26. Sep. 1944 | 12. Feb. 1968 |
| D    | Nov. 1943    | 17. Dez. 1944 | 26. Jun. 1967 |
| F    | Dez. 1943    | 25. Feb. 1945 | 25. Jun. 1965 |
| DR   | Dez. 1947    | 3. Okt. 1950  | 31. Dez. 1964 |
| H    | Mär. 1948    | 29. Okt. 1949 | 21. Apr. 1965 |
| C    | Jun. 1951    | 18. Nov. 1952 | 25. Apr. 1969 |
| KW   | Nov. 1952    | Jan. 1955     | 1. Feb. 1970  |
| KE   | Jan. 1953    | Apr. 1955     | 28. Jan. 1971 |
| N    | Mai 1959     | 31. Dez. 1963 | Okt. 1989     |

### Brennstab-Probleme und Unfälle
Auf Grund der steigenden Nachfrage nach Plutonium bekamen die Reaktoren zunehmend Probleme mit den Brennstäben. Die Hüllen der Brennstäbe waren aus Aluminium gefertigt, eindringendes Kühlwasser verursachte ein Aufquellen des Urans und blockierte den Kühlfluss. Dies führte teilweise sogar zum Schmelzen einiger Teile im Brennstab.
Während des Zweiten Weltkrieges kam es zu keinem Zwischenfall, im Dezember 1945 wurden bei einer visuellen Inspektion jedoch 125 Brennstäbe mit Beschädigungen gefunden.
1948 trat aus der Anlage eine radioaktive Wolke aus. Allein der Iod-131-Anteil betrug 5500 Curie; das entspricht ungefähr der 250-fachen Menge, die gemäß offiziellen Angaben 1979 beim Unfall im Kernkraftwerk Three Mile Island bei Harrisburg in die Umgebung gelangte. Die Gefährlichkeit von Iod-131 für die Schilddrüse war in den 1940er Jahren noch nicht erkannt, es konnte auch im bestimmungsgemäßen Betrieb ungefiltert aus den Anlagen entweichen.
In den folgenden Jahren wurden beschädigte Brennstäbe unter Wasser geöffnet und untersucht. Dazu wurden sie in das Gebäude 111-B gebracht und in Stahltanks auf einer speziellen Drehbank geöffnet. Auch nachdem die Radiometallurgie in Gebäude 327 beendet war, wurden dort weiter Brennstäbe untersucht.
In den 25 Jahren des Betriebs wurden viele technische Probleme gelöst und zahlreiche neue Maschinen und Methoden entwickelt, um die Effizienz der Anlage zu steigern. Das Abfallproblem konnte aber nicht gelöst werden, so dass der Abfall über die gesamte Nutzungsdauer in den Columbia River eingeleitet wurde.
Die meisten Reaktoren in Hanford wurden in den 1960er Jahren abgeschaltet; es wurde aber keine Entsorgung und Dekontamination durchgeführt. Etwa 11.000 Arbeiter waren noch 2006 damit beschäftigt, kontaminierte Gebäude und Böden zu sanieren, um die Strahlungsintensität auf dem Gelände auf ein tragbares Niveau zu reduzieren. Diese Maßnahmen werden nach Schätzungen bis zum Jahr 2052 dauern. Der derzeitige Plan sieht vor, schwach radioaktive Abfälle in großen Gruben zu vergraben und anschließend viele Jahre sorgfältig zu beobachten.
Der hochradioaktive Abfall, einschließlich der Tanks mit flüssigen Abfällen aus der chemischen Plutoniumextraktion, ist ein größeres Problem. So hat zum Beispiel Plutonium eine Halbwertszeit von 24.100 Jahren, so dass der Zerfall von 99,9 % des vorhandenen Plutoniums etwa 241.000 Jahre (24.100 Jahre × log21000) dauert. Die Beherrschung dieses Problems ist Teil einer andauernden Debatte. Das US-Energieministerium (DoE) plant Verglasung als Verfahren zur Sicherung der Substanzen.

## Dekontamination in Hanford
Das Werk wird teilweise zurückgebaut. Die USA zahlen über zwei Milliarden US-Dollar jährlich an private Konzerne für die erforderliche Dekontamination der Anlage; zudem müssen etwa 200.000 Kubikmeter radioaktiven Abfalls entsorgt werden. Anfang 2014 wurde bereits zum dritten Mal ein Leiter der Dekontaminationsprojekte entlassen, nachdem er oder sie Bedenken wegen der Sicherheit der Maßnahmen und der Überwachungsverfahren geäußert hatten. Ein vorläufiger Plan sah als Ende der Arbeiten das Jahr 2047 vor, seit 2014 geht das Energieministerium von mindestens 2052 aus.
Die Aufräumaktion hat folgende Ziele:
- eine alternative Nutzung des Gebiets am Columbia River ermöglichen,
- das zentrale Plateau zur Bearbeitung und Lagerung von Atommüll mit langer Halbwertszeit vorbereiten.

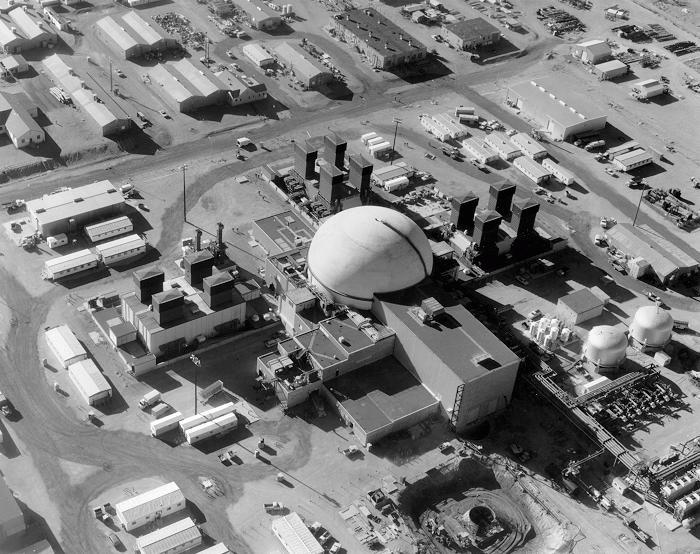
Die Fast Flux Test Facility (FFTF)

Da die Zeit der Urananreicherung und Plutoniumproduktion in Hanford zu Ende geht, wird versucht, für die vielen hochqualifizierten Wissenschaftler und Techniker eine neue Beschäftigung zu finden. So wurde nördlich von Richland das von der Bundesregierung und dem Battelle Memorial Institute betriebene Pacific Northwest National Laboratory errichtet.
Andere Einrichtungen in Hanford sind:
- die Fast Flux Test Facility (FFTF), seit 1992 abgeschaltet
- das LIGO des Hanford Observatoriums und des Observatoriums in Livingston, Louisiana, ein Interferometer zur Suche nach Gravitationswellen
- das Kernkraftwerk Columbia, ein kommerzielles Kernkraftwerk zur Stromproduktion mit 1200 MW elektrischer Leistung; der Siedewasserreaktor wurde ab 1972 von General Electric gebaut.[1]

### Verbleib des Plutoniums

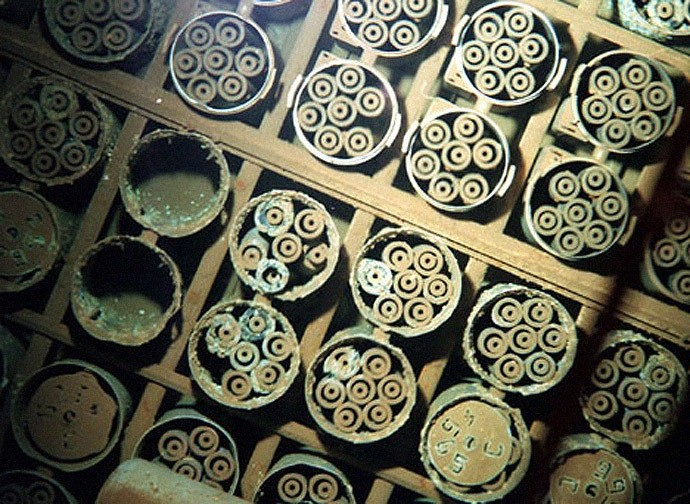
Abgebrannter Kernbrennstoff auf der Hanford Site

Es ist relativ genau bekannt, was mit dem Plutonium in den USA geschehen ist. Die ersten 6 kg wurden 1945 für den Trinity-Test benutzt. Die nächsten 6 kg wurden am 9. August 1945 in Fat Man über Nagasaki zur Explosion gebracht.
Seitdem sind weitere 1200 Tonnen Plutonium produziert worden, ungefähr 260 Tonnen davon sind waffenfähiges Plutonium.
Am 1. März 1995 verkündete Bill Clinton (US-Präsident von 1993 bis 2001), dass 200 Tonnen aus dem Vorrat entfernt werden. Davon waren etwa 38 Tonnen waffenfähiges Material und 20 Tonnen „Müll“. Die US-Streitkräfte sollen etwa 85 Tonnen besitzen, davon sind 64 Tonnen in Atomwaffen verbaut. Die restlichen 21 Tonnen sind in Form von Lösungen und Atommüll in Rocky Flats und anderen Einrichtungen gelagert.
| Anteil 240Pu | Qualitätsstufe    |
| ------------ | ----------------- |
| < 7 %–00     | waffenfähig 1     |
| < 7–19 %     | Industriequalität |
| <–> 19 %     | reaktorfähig      |

### Die Hanford Tank Farm

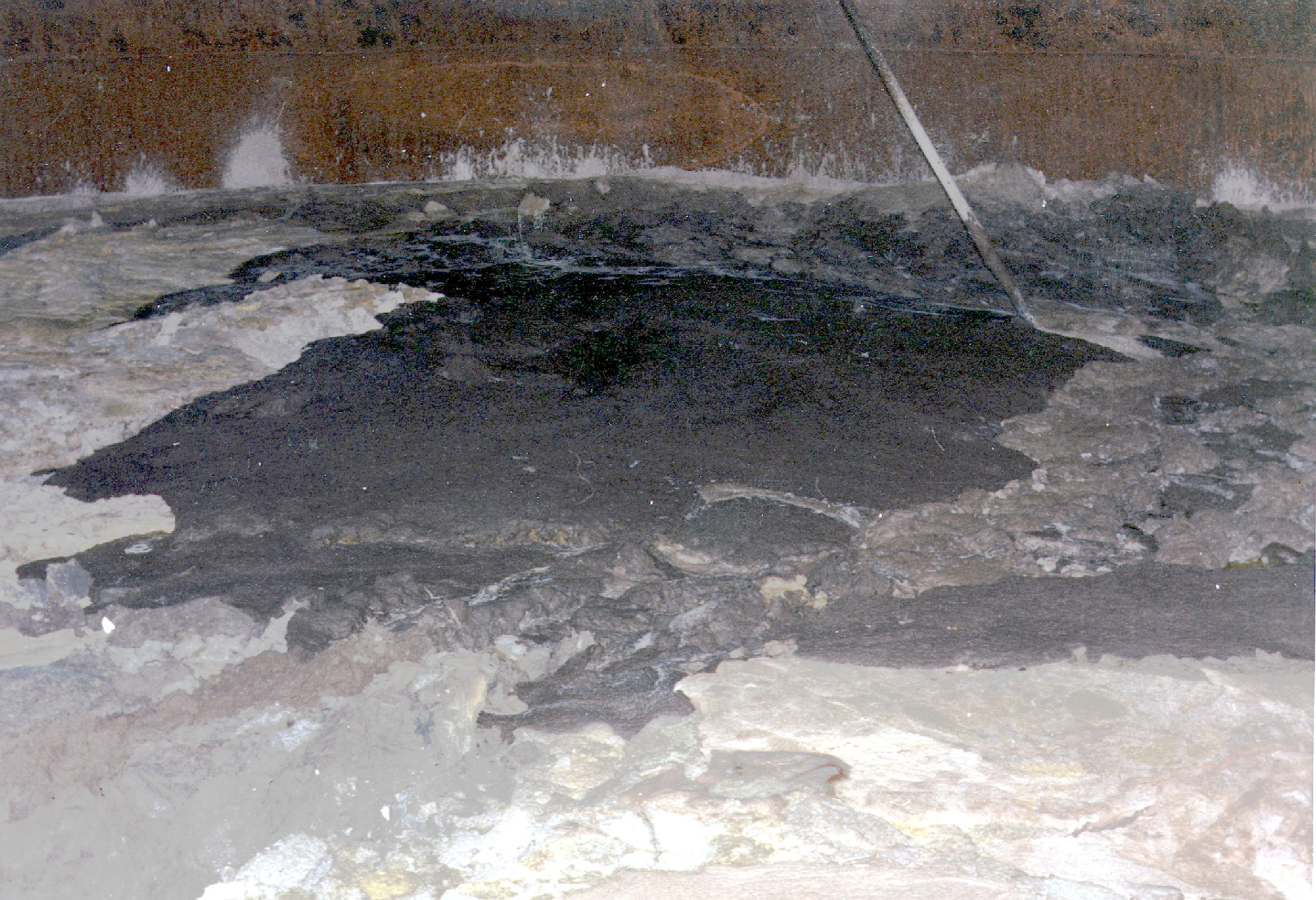
Das Innere des Tanks 101-SY

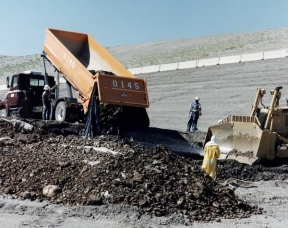
Öffnung der Environmental Restoration Disposal Facility (ERDF)

Von Anfang an war der radioaktive Abfall der chemischen Plutoniumextraktion ein Problem. Da man ihn nicht einfach
in die Umwelt leiten konnte, wurde er in riesige unterirdische Tanks gefüllt. Die Tanks wurden nacheinander gefüllt. In der Zeit von 1943 bis 1998 wurden so 177 Tanks mit einem Fassungsvermögen von 250.000 bis 4.546.000 Litern mit flüssigen radioaktiven Abfällen gefüllt. So haben sich bis zuletzt 241 Mio. Liter radioaktiver chemischer Abfälle mit von Tank zu Tank unterschiedlicher und oft nicht genau bekannter Zusammensetzung angesammelt.
Von den 177 Tanks sind 149 einwandige Tanks aus der Zeit von 1943 bis 1964. Danach wurden noch 28 doppelwandige Tanks gebaut. Die beim Abklingen der radioaktiven Stoffe entstehende Wärme macht eine permanente Kühlung notwendig. Dazu kommt radiolytisch entstehendes Wasserstoffgas, welches nicht nur einen erheblichen Druck aufbauen kann, sondern durch das enthaltene Tritium (3H) radioaktiv ist. Durch Sedimentation sammeln sich die in den flüssigen Abfällen suspendierten Feststoffanteile, was zu weiteren Problemen wie Wärmestau durch mangelnde Konvektion und schwierige Entleerung der Tanks führt.
Die Tanks lassen sich in vier Kategorien teilen:
1. Tanks mit exothermem Inhalt – sie müssen gekühlt oder Wasser hinzugefügt werden
2. Tanks mit eisencyanidhaltigem Inhalt – der Inhalt wird explosiv ab einer kritischen Temperatur
3. Tanks mit organischen Chemikalien (meist Lösungsmitteln) – leicht entflammbar
4. Tanks mit wasserstoffproduzierendem Inhalt – der entstehende Wasserstoff enthält radioaktives Tritium.

Die beim Bau vorgesehene Lebensdauer war für die einwandigen Tanks 30 Jahre und für die doppelwandigen Tanks 50 Jahre. Die ältesten Tanks erreichen daher bereits das zweifache ihrer geplanten Nutzungsdauer. Durch Korrosion und bestrahlungsbedingte Versprödung der Tankwände sind nach Schätzungen bereits 67 der Tanks undicht geworden. Um eine weitere Kontamination des umgebenden Erdreichs zu verhindern, wird seit 2003 der Inhalt der einwandigen Tanks in neue doppelwandige Tanks umgefüllt.
2008 wird in einem Bericht des Government Accountability Office das Energieministerium heftig kritisiert. Obwohl nach Schätzungen mehr als vier Millionen Liter radioaktive Flüssigkeit aus den Behältern ausgelaufen sind, verzögern sich die Aufräumarbeiten weiter. Sie sind 2010 bereits über 20 Jahre hinter der Planung zurück.
Im Februar 2013 wurde bekannt, dass sechs unterirdische Tanks der Anlage mit nuklearem Abfall undicht sind. Diese Tanks mit hochradioaktivem Abfall aus der jahrzehntelangen Plutoniumproduktion für Atomwaffen sind mittlerweile älter als die ursprünglich vorgesehene 20-jährige Nutzungsdauer.

### Zwischenlager in Hanford

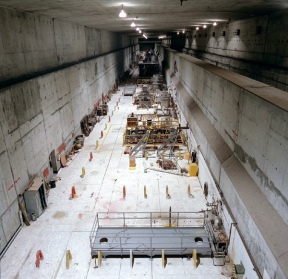
U-Plant

In Hanford wird der Müll nicht nur in der Tank Farm, sondern auch an anderen Orten zwischengelagert.
T-Plant wird seit seiner Schließung 1956 zu Dekontaminationsarbeiten und nebenbei auch als Lager für verschiedenste hochradioaktive Materialien benutzt.
U-Plant (Anlage U-221) wurde ursprünglich dafür benutzt, das Uran aus den Schlacken der Tank Farm rückzugewinnen. Jetzt wird dort kontaminiertes Gerät gelagert.
Die K-Becken: Nach der Abschaltung des K-Reaktors (1970) standen zwei große Becken (42 Meter lang, 22 Meter breit und 7 Meter tief) zur Zwischenlagerung von abgebrannten Brennstäben zur Verfügung. 1975 wurde begonnen, dort abgebrannte Brennstäbe aus amerikanischen Kernkraftwerken einzulagern. Zurzeit befinden sich in den Becken ca. 2100 Tonnen Brennstäbe, das sind ungefähr 80 % aller abgebrannten Brennstäbe in den USA.
Im Becken des KE-Reaktors lagern rund 1000 Tonnen Brennelemente, was problematisch ist, da diese Brennelemente nicht zur Lagerung unter Wasser gebaut wurden. Als Folge davon sind viele beschädigt und am Grund des Beckens konnte sich Sediment ansammeln. Zudem wird die Beckenabdichtung angegriffen, was im Februar 1993 zu einem Leck führte, durch das über mehrere Monate kontaminiertes Wasser auslaufen konnte.
Die PUREX-Anlage (S222) extrahierte seit 12. Januar 1956 Plutonium und Uran aus den abgebrannten Uranbrennstäben der Reaktoren in Hanford. Zusätzlich wurde hier 233U aus den Thoriumbrennstäben des N-Reaktors gewonnen. Die Anlage wurde 1993 geschlossen und dient seit 1995 als Lager für einen großen Teil der 200 Tonnen Plutonium, die auf Anordnung Präsident Clintons aus den Vorratslagern entfernt wurden.
Der Z Plant (Plutonium Finishing Plant) wurde von 1951 bis 1989 betrieben. Dort wurden die Plutoniumverbindungen aus dem PUREX-Prozess zu metallischem Plutonium verarbeitet. Nach dem Ende der Produktion verblieben noch ca. vier Tonnen Plutoniumabfälle und zahllose andere radioaktive Abfälle aus der Produktion in der Anlage.

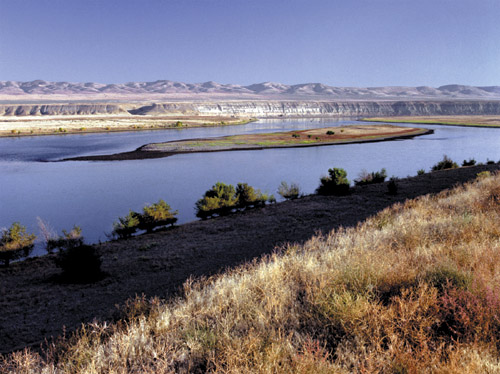
Der Columbia River im Naturschutzgebiet

### Manhattan Project National Historical Park
2015 wurde Hanford Site neben Los Alamos und Oak Ridge zu einem der Standorte des dezentralen Manhattan Project National Historical Park. In Richland wurde ein Besucherzentrum eröffnet, die meisten Orte des National Historical Parks sind jedoch für die Öffentlichkeit nicht zugänglich, weil sie in der Sicherheitszone liegen.

### Hanford Reach National Monument
Der ehemalige Sicherheitsstreifen mit einer Breite von 6 Meilen (ca. 10 km) rund um das Gelände und die Schleife des Columbia Rivers wurden 2000 durch Präsident Bill Clinton als Naturschutzgebiet Hanford Reach National Monument ausgewiesen und dem U.S. Fish and Wildlife Service unterstellt. Das Gebiet umfasst derzeit knapp 790 km² und soll in der Zukunft um dekontaminierte Flächen erweitert werden. In der Flussschleife laichen rund 80 % aller Königslachse des oberen Columbia Rivers, die Landflächen wurden als Sicherheitszone seit 1943 nicht mehr von Menschen betreten und haben daher Wildnischarakter.

## Filme
- The Hanford Ecology (1995)
- The Hanford Site Fire on the morning of June 29, 2000 (2000)
- Hanford’s Secret Wartime Mission: 1943–1945 (2004)
- Arid Lands (2007)
- Albtraum Atommüll (2009)